# Bourgneuf-en-Retz
Bourgneuf-en-Retz è un comune francese soppresso e frazione del dipartimento della Loira Atlantica nella regione dei Paesi della Loira. Dal 1º gennaio 2016 si è fuso con il comune di Fresnay-en-Retz per formare il nuovo comune di Villeneuve-en-Retz.

## Società

### Evoluzione demografica
Abitanti censiti